# Lilia Boumrar
Lilia Boumrar (* 20. Oktober 1988 in Tizi Ghenif, Provinz Tizi Ouzou) ist eine ehemalige algerische Fußballspielerin.

## Karriere

### Verein
Die Mittelfeldspielerin begann ihre 2000 Karriere beim Club Olympique Multisports De Bagneux. Am 10. September 2006 feierte sie ihr Debüt für COM Bagneux, in einer 0:2-Niederlage im Parc des Sports gegen Saint-Herblain OC in der Division 2. Boumrar spielte in fünf Jahren, in 72 Spielen in der Division 2 und erzielte dabei 25 Tore, bevor sie in der höchsten französischen Liga Championnat de France de D1 beim FC Vendenheim unterschrieb. Sie erzielte vier Tore in 20 Spielen für Vendenheim, in der höchsten französischen Liga, bevor sie in die Division 2 zum VGA Saint-Maur ging. 2020 beendete sie ihre Karriere.

### Nationalmannschaft
Boumrar ist ehemalige algerische Nationalspielerin. Sie spielte ihr Debüt 2006 im Rahmen Asien Cup gegen den Libanon.